# Ceremonin (1995)
Ceremonin (franska: La Cérémonie) är en film från 1995 av Claude Chabrol. Den är baserad på romanen Stenarna skola ropa av Ruth Rendell.

## Handling
Filmen handlar om en  dyslektisk ung kvinna, Sophie Bonhomme (Sandrine Bonnaire), som anställs som hembiträde av familjen Lelièvre. De lever på en något avlägsen herrgård i Bretagne. Familjen består av fyra medlemmar: Catherine (Jacqueline Bisset) och Georges, föräldrarna, som inte har barn tillsammans, men däremot från tidigare äktenskap. Gilles är son till Catherine och hennes exmake. Han är en ensam tonåring och är konstintresserad. Melinda är dotter till Georges och hans exfru. Hon studerar vid universitetet och är bara hemma på helgerna, då hon bjuder in pojkvännen Jérémie. Hushållsarbetet är påfrestande för Catherine – som har eget konstgalleri – så hon anställer ett hembiträde, Sophie. Hennes uppgifter blir främst matlagning och städning. Nedskrivna inköpslistor vållar henne problem och frustration.
Under filmens gång undviker Sophie att använda diskmaskinen, vägrar att ta körlektioner, köper ej slipade glasögon, och har problem med växlingen till en kassörska. Det visar sig att Sophie inte kan läsa och har en våldsam bakgrund, då det misstänkts att hon dödat sin handikappade far, eller i alla fall inte försökt rädda honom från den eldsvåda hon anlagt i hans hem. Något brott kunde dock ej bevisas.
I den lilla byn stöter Sophie på Jeanne (Isabelle Huppert), postmästarinnan, som också arbetar med välgörenhet och läser mycket. Jeanne visar sig dock ha ett ytterst dåligt inflytande på Sophie, då hon är avundsjukt aggressiv mot många personer, inklusive familjen Lelièvres. Herr Lelièvres misstänker även postkassörskan för att smygöppna hans post.
Vännerna träffas för ett välgörenhetsprojekt, klädinsamling åt katolska kyrkan, och Jeanne vill gärna besöka Sophie för att se en film med Paul Newman. TV:n som står i hennes rum är familjens gamla, de har skaffat en för tiden (1995) mycket stor TV. Sophies enda fritidssysselsättning blir TV:n och kompisförhållandet med Jeanne. Sophie behandlas mycket väl hos familjen Lelièvres, särskilt i början. Men Jeannes attityd är öppet avundsjuk, vilket efter hand påverkar Sophie. 
Vid ett tillfälle tjuvlyssnar Sophie på ett telefonsamtal mellan Melinda och hennes pojkvän. Sophie får då höra att Melinda är gravid. Pojkvännen stöttar Melinda, som dock likväl oroar sig för vad pappan kommer att säga. 
Lite senare upptäcker Melinda att Sophies glasögon är oslipade och begriper omgående hur det är ställt. Melinda erbjuder genast att hjälpa till och uppmuntrar Sophie genom att berätta att det finns andra som hon och att det numera finns bra hjälp. Men Sophies frustration når nu sin höjdpunkt. Att hennes hemlighet (som inte ens Jeanne fått veta) avslöjats får henne att bryskt avbryta Melinda. Om Melinda berättar för någon om hennes analfabetism, så hotar hon att berätta för pappa Georges att Melinda är gravid. Melinda blir mest chockad över att Sophie tjuvlyssnat och berättar strax allt för hela familjen.
Georges beklagar att Sophie inte kan läsa, men avskedar Sophie p.g.a. att hon försökt utöva utpressning mot hans dotter. 
Han låter dock Sophie få behålla rummet en vecka till. När Jeanne får veta att Sophie avskedats bryr hon sig inte om orsaken, och bara tar för givet att allt är den förhållandevis förmögne Georges fel. Efter att burit sig illa åt under kyrkans klädinsamling hemma hos ett äldre par får de båda kvinnorna veta att de inte längre är önskvärda i välgörenhetsarbetet.
Nu beger sig de båda hem till Sophie för att hämta Sophies saker, dricka choklad och se en film med Paul Newman.
Under färden med Jeannes gamla risiga Citroën berättar hon om hur hennes nästan 4-åriga dotter omkom. I princip uppeldad i en öppen spis - men den franske undersökningsdomaren hade inte haft några bevis för brott och betraktade händelsen som en sorglig olycka. Jeanne undrar därefter om detaljer kring Sophies pappas död. Men hon får inget svar, och de har kommit fram till familjens hus.
I huset förbereder sig familjen på att se operan "Don Giovanni" av Mozart på TV. Kvinnorna slinker in utan att bli sedda. Jeanne häller ut den varma chokladen i föräldrarnas säng, och hon river dessutom sönder en del av mammans kläder.
Och istället för att se film återgår de till köket, där Jeanne börjar leka med cykelpumpar och sågar, tills hon får syn på Georges hagelgevär. Och Sophie vet hur de skall laddas. I pausen mellan operaakterna hör familjen oljud och George går ut i köket. När han får se Jeanne blir han upprörd, tar tag i gevärspipan och ber henne lämna huset. Då skjuter Sophie honom.
Först en gång, sedan en gång till. I samförstånd går de båda kvinnorna in i TV-rummet och avslutar sin ceremoni med att mördade de övriga tre i familjen.  
Jeanne lämnar brottsplatsen, och säger ytterst naivt till Sophie att "städa upp lite och att sedan bara säga till polisen att familjen redan var skjuten när Sophie kom hem". Men Jeanne kommer inte långt, hon blir påkörd av kyrkans präst och dödas omedelbart. Sophie ger sig av från huset efter att ha tagit bort fingeravtrycken på gevären, och närmar sig olycksplatsen, dit polisen redan hunnit anlända. Filmen slutar med musik från operan som spelas i Melindas bandspelare, vilken Jeanne stulit efter "ceremonin" och lagt i sin bil. Vid slutet av sluttexterna, kan pistolskotten höras, samt Jeannes och Sophies röster, vilket polisen kan använda för att hitta kropparna och Sophie.
Chabrol presenterar en syn på kultur och klass i filmen, som han skämtsamt kallar den "sista marxistiska filmen."
Det råder dock ingen som helst moralisk tveksamhet i filmen. Kvinnorna är brutala mördare helt utan samvete. Familjen hade inte på minsta sätt behandlat Sophie illa.[källa behövs]

## Mottagande

### Betyg
La Cérémonie fick 90% av Top Critics hos Rotten Tomatoes (9 färsk and 1 rutten)  och ett genomsnittsbetyg på 92% från alla kritiker (22 färska och 2 ruttna recensioner).

## Priser och utmärkelser samt nomineringar
- César Awards (Frankrike)
  - Vinnare: Best Actress – Leading Role (Isabelle Huppert)
  - Nominerad: Best Actor – Supporting Role (Jean-Pierre Cassel)
  - Nominerad: Best Actress – Leading Role (Sandrine Bonnaire)
  - Nominerad: Best Actress – Supporting Role (Jacqueline Bisset)
  - Nominerad: Best Director (Claude Chabrol)
  - Nominerad: Best Film
  - Nominerad: Best Writing (Claude Chabrol and Caroline Eliacheff)

- Los Angeles Film Critics (USA)
  - Vann: Best Foreign Language Film (Claude Chabrol)

- National Society of Film Critics (USA)
  - Vann: Best Foreign Language Film

- Satellite Awards (USA)
  - Nominerad: Best Motion Picture – Foreign Language

- Toronto International Film Festival (Kanada)
  - Vann: Metro Media Award (Claude Chabrol)

- Filmfestivalen i Venedig (Italien)
  - Vann: Volpi Cup – Best Actress (Sandrine Bonnaire and Isabelle Huppert)
  - Nominerad: Golden Lion (Claude Chabrol)

## Om filmen
Filmen hade Sverigepremiär den 1 november 1996.